# ناثانيل جاي جاكسون
ناثانيل جاي جاكسون (بالإنجليزية: Nathaniel J. Jackson)‏ هو ضابط أمريكي، ولد في 28 يوليو 1818 في نيوبوريبورت في الولايات المتحدة، وتوفي في 21 أبريل 1892 في جيمستاون في الولايات المتحدة.